# Comando di corpo
Il comando di corpo in una forza armata è uno specifico reparto militare che insieme ai vertici di comando riunisce requisiti di autonomia e funzionalità sotto i profili di comando operativo, logistico, amministrativo e disciplinare. Quindi unità organicamente completa di tutti i “servizi” necessari a soddisfare ogni esigenza e con una completa autonomia che consenta di svolgere in battaglia azioni complete.
La locuzione può quindi assumere significati differenti a seconda del contesto normativo in cui è inserita e a seconda della tipologia di corpo militare a cui si riferisce, così come possono variare le funzioni e le prerogative attribuite a tale comando. Per questi motivi il concetto di "comando di corpo" è esso stesso controverso.

## Caratteristiche
L'espressione "comando di corpo" è inoltre la qualificazione giuridico-amministrativa riconosciuta dalle singole amministrazioni militari ad alcuni reparti-unità aventi le caratteristiche sopra descritte.
Tali requisiti, fatti salvi reparti costituiti ad hoc per determinate azioni, negli eserciti tradizionali sono sempre stati individuati a livello di reggimento, tanto che nel tempo i termini "reggimento" e "corpo" sono divenuti quasi sinonimi .
L'istituto giuridico-amministrativo del comando di corpo e del comandante di corpo  si riscontra, pur con le ovvie differenziazioni, in tutte le Forze armate dei paesi aderenti all'Alleanza del Nord Atlantico (NATO o OTAN).
Sebbene affini, le generiche espressioni "reparto militare", "unità militare", "corpo di spedizione", "corpo militare", "corpo armato" o "corpo d'armata" non sono da confondere con il comando di corpo. Tale denominazione, è la qualificazione conferita dalle rispettive amministrazioni ad alcune unità militari in possesso di alcuni requisiti essenziali.

## Nel mondo

### Italia
In particolare, in Italia il "nomenclatore" militare definisce il "comando di corpo" come "l'Unità o Ente dell'Esercito il cui Comandante cumula attribuzioni specifiche nei settori del governo del personale, disciplinare, penale ed amministrativo".
Pertanto, il comandante di corpo di un'unità o ente si identifica con il comandante dell'unità/ente (non necessariamente quindi una unità) che ha responsabilità, attribuzioni e competenza in merito ai settori del governo del personale, disciplinare, penale ed amministrativo.

#### Il comandante di corpo nell'ordinamento italiano

Esercito Italiano: il distintivo di grado del colonnello comandante di corpo

Il diritto disciplinare militare definisce i suoi soggetti come persone o organi cui l'ordinamento disciplinare attribuisce diritti, doveri, facoltà o semplici potestà .
Tra i soggetti del diritto disciplinare militare italiano assurgono a rango di primaria importanza i comandanti di corpo (tradizionalmente tale carica si identificava nel colonnello comandante del reggimento che aveva fregio d'arma o di corpo e distintivi di grado bordati di rosso, cosiddetto "robbio") i quali sono direttamente responsabili della disciplina, dell'organizzazione, dell'impiego, dell'addestramento del personale nonché della conservazione dei materiali e della gestione amministrativa   e del compito di curare il benessere morale e materiale dei militari, di imprimere vivacità, puntualità ed ordine alla vita di caserma, di disciplinare i servizi interni ed esterni .
In questa ottica possono essere comandanti di corpo gli ufficiali superiori o ufficiali generali al comando di reggimenti, battaglioni distaccati/autonomi, distretti militari, depositi territoriali, regioni territoriali, unità navali, stormi aeronautici, ecc., tenuto presente che sono i vertici delle Forze armate e i comandi generali che stabiliscono nel loro ambito quali comandi sono comandi di corpo e quali ufficiali hanno le attribuzioni del comandante di corpo.
Al comandante di corpo spetta ricevere il giuramento di tutti i militari dipendenti neo immessi nei gradi iniziali delle diverse categorie (ufficiali, sottufficiali e truppa ed espressioni equivalenti del più recente riordino delle forze armate).

#### La potestà sanzionatoria
A presidio dei poteri indicati è posta l'attribuzione, in capo al comandante di corpo, della "potestà sanzionatoria" in ordine alla disciplina militare di cui egli è direttamente responsabile per la profonda connessione tra l'"interesse del servizio"  e l'"interesse della disciplina" , quest'ultimo funzionalmente collegato al primo da un nesso di strumentalità .
Sempre in tema di potestà sanzionatoria va sottolineata la posizione di centralità del comandante di corpo che la legge n. 382 del 1978 e il nuovo RDM del 1986 hanno attribuito al medesimo comandante in ordine alle "sanzioni di corpo", a contenuto morale o restrittivo della libertà personale, con particolare riferimento alla esclusiva potestà a infliggere la più grave delle sanzioni (consegna di rigore sino a 15 giorni), alla possibilità di adottare provvedimenti provvisori a titolo precauzionale , ovvero al riesame delle sanzioni disciplinari di corpo, alla loro sospensione e/o condono  .
Altrettanto importante è il ruolo del comandante di corpo nei procedimenti per l'applicazioni delle "sanzioni di stato", che determinano modificazioni temporanee o permanenti dello stato giuridico del militare, nonché in ordine alle proposte di sospensione precauzionale  discrezionale dall'impiego o dalle funzioni del grado, qualora il militare sia sottoposto a giudizio penale o si sia macchiato di gravi trasgressioni diasciplinari che possono menomare il prestigio inerente allo  status di militare e che impongano l'immediato allontanamento dal servizio o l'immediata privazione delle funzioni corrispondenti al grado rivestito  .
Nel campo della disciplina, con minori competenze, si affianca al comandante di corpo il comandante di reparto competente a irrogare sanzioni sino alla consegna (cd "semplice", sino a 7 giorni), oltre al rimprovero e al richiamo.

#### Esercito italiano
In Italia, il comando di corpo per definizione nell'esercito è rappresentato sempre dal reggimento, ma può esserlo anche il battaglione. Così pure per l'arma dei carabinieri, dove però il comando di corpo per eccellenza è la "legione carabinieri" , alla stessa stregua della Guardia di finanza. Anche la Marina militare ha i suoi reggimenti. Per quanto attiene alle forze di aria e di mare, l'ordinamento prevede ovviamente differenti unità operative ma ogni Forza armata stabilisce a quali comandanti vengono devolute le funzioni di comandante di corpo.

#### Le funzioni di polizia giudiziaria
Tra le funzioni attribuite al comandante di corpo spiccano infine per importanza e per significato quelle di "polizia giudiziaria militare": l'art. 301 del codice penale militare di pace stabilisce infatti un preciso sistema di precedenze per l'esercizio delle funzioni polizia giudiziaria militare in ordine ai reati militari soggetti alla giurisdizione militare, ponendo al vertice il comandante di corpo, quale autorità più qualificata per i primi accertamenti del reato.
Per tale qualità il comandante di corpo ha l'obbligo di inoltrare rapporto su ogni reato militare o comune di cui venga a conoscenza ed ha l'obbligo del segreto istruttorio esterno, come stabilito dall'art. 230 CPP .